# Anomalochromis thomasi
El pez Anomalochromis thomasi es la única especie del género Anomalochromis en la familia Cichlidae. Este pequeño pez crece unos 6-8 cm y habita en Sierra Leona y Liberia en pequeñas corrientes de agua ácida y rica en oxígeno, con otros cíclidos del oeste de África de géneros como Hemichromis y Pelvicachromis. 